# Mireia Montávez
Mireia Montávez García (Vilaseca, Tarragona, 25 de junio de 1982) es una cantante española, salida de la primera edición de Operación Triunfo. 
Componente del grupo pop Fórmula Abierta, cantó posteriormente en solitario y desde 2013 es la vocalista de La banda de Mireia, con la que lanzó un disco al mercado. En 2015 se incorpora al actual grupo musical La Década Prodigiosa, que en ese año cumple su 30 aniversario y en el que permanece durante dos años.
Con La Banda de Mireia y en solitario, su carrera continúa.

## Trayectoria profesional
Desde pequeña tenía decidido que se quería dedicar a la música ya que su madre también había ejercido de cantante y le gustaba cantar. 
La oportunidad le llegó en 2001 con la exitosa primera edición de Operación Triunfo en TVE. Tras ser expulsada de la Academia, continuó participando en los discos que este programa lanza al mercado. 
Ese mismo año protagonizó junto a sus compañeros de academia diversos anuncios de TV. Apareció regularmente en el programa Triunfomanía en TVE que seguía la vida de los concursantes después del programa, realizó la multitudinaria gira por todo el país junto a sus compañeros y también apareció en el filme distribuido por Filmax, "OT la película".
En 2002 entró a formar parte del grupo Fórmula Abierta hasta principios de 2005. Algunas de las canciones de esta banda que presentó tres discos fueron auténticos éxitos de verano. Destacan los hits "Te quiero más", "Hello my friends" o "Qué calor". Todas aparecen en conocidos recopilatorios y son temas populares. El grupo realizó más de 300 conciertos durante esos años y sonó en las principales emisoras del país. Algunos de sus temas son también sintonía de anuncios de televisión.
Su primer disco fue certificado en España como Disco de Platino.
A partir del mismo año apareció en "Peter Pan: el musical". El álbum del musical vendió más de 50.000 copias y la obra estuvo en escena en el Palacio Municipal de Congresos de Madrid y en el Barcelona Teatre Musical de la Ciudad Condal.
Tras su paso por el concurso, fue pareja durante dos años de su compañero de concurso Alejandro Parreño.
En 2005 comenzó una carrera en solitario y cambió su lugar de residencia por Ibiza, donde su expareja, el concursante de OT2 Miguel Ángel Silva, ejercía como policía. A partir de entonces la cantante tuvo dos hijos, Adrián (n. en 2005) y Yeray (n. en 2006), al que se sumó uno previo de su entonces marido, Antonio Rodríguez, de una relación anterior.
Entre 2005 y 2009 fue una de las componentes de Sonora Group, con los que realizó actuaciones por España. La cantante también participó en el espectáculo oficial de "Barrio Sésamo" en el parque temático PortAventura Park.
En 2011 fue una de las invitadas a la última gala del programa que la lanzó a la fama, siendo ella y David Bustamante los únicos concursantes de su edición en dicha despedida. En esta última edición también había participado como concursante su compañera de Fórmula Abierta, Geno Machado. Participó en el primer disco de estudio de Ivan Gardesa con el tema Llueven tus recuerdos.
En 2012 colabora en la BSO del cortometraje "Soñar Años" con el tema "Siento que te pierdo".
En 2013 presentó su nuevo proyecto del que es la creadora absoluta y compositora: La Banda de Mireia. Su primer disco precedido del sencillo "El reino de la banda" es distribuido por El Corte Inglés e Itunes. 
En 2014 realizó actuaciones con este álbum y una gira por toda la geografía española. Ese mismo año participó en Navifun, una serie de eventos organizados por Neox Kids y Kinépolis y en los que ofreció actuaciones musicales durante las Navidades.
En 2015 realizó con La Banda de Mireia dos conciertos matinales infantiles en la Plaza de Toros de Las Ventas en Madrid. Posteriormente se incorporó al actual grupo musical de La Década Prodigiosa, que en ese año cumplió su 30 aniversario con el lanzamiento de un nuevo álbum. Casi dos años después deja de formar parte de La Década Prodigiosa.
En 2016 participó en el documental OT: El reencuentro de TVE y en un concierto celebrado bajo el mismo nombre en el Palau Sant Jordi de Barcelona. Interpreta el tema "Hijo de la luna" de Mecano y varios temas junto a sus compañeros. A finales de año actúa en Ifema junto a BabyRadio, participa en una gala benéfica en Casino Gran Madrid, recibe un premio a su trayectoria por parte de un grupo empresarial y es artista invitada en la gala del sexagésimo aniversario de TVE.
En 2017 presenta un tema titulado "Una vida nueva", su primer sencillo en solitario. Lanzado en todas las plataformas digitales, su videoclip se publicó en su canal oficial de VEVO. Tiempo después realiza la promoción del tema en medios de comunicación e inicia un tour de presentación. Participa en el World Pride de Madrid en la Puerta del Sol junto al coreógrafo Javy Martin. Apareció como invitada en el programa de telerrealidad Soy Rosa de su compañera y amiga Rosa López. Ese mismo año lanzó el sencillo "Sigo siendo yo" en todas las plataformas digitales y fue elegida para realizar el papel protagonista de Elsa en el musical "La reina de las nieves" en Gran Vía (Madrid) hasta comienzos de 2018.
En 2018 realiza una gira de conciertos junto a Naím Thomas, Jorge González y Paco Arrojo por España. En este tour cantan varios temas conocidos y sus sencillos en solitario. Desde otoño del mismo año a la actualidad ejerce de jurado en el programa Estando contigo (Noche) de Castilla-La Mancha TV.

## En la actualidad
El 29 de marzo de 2019 presenta su tercer sencillo titulado Si te vas. 
Actualmente reside en Madrid y trabaja en sus proyectos musicales. Tiene también una empresa de organización de eventos, dirigida al público infantil y adulto, Fiesta de Peques. Mireia padece fibromialgia.

## Filmografía

### Cine
- 2002: OT: la película

### Teatro Musical
- 2002 - 2004: Peter Pan: El Musical
- 2009 Ábrete Sésamo. PortAventura Park
- 2017 - 2021: La Reina de las Nieves
- 2023 - 2024: Día de los Muertos: El Musical

### Televisión
Intervenciones destacadas:
- 2001: Operación Triunfo 1. TVE1. Concursante
- 2001: Tiempo al tiempo. TVE1. Artista invitada
- 2002: Triunfomanía. TVE1. Invitada semanal
- 2002: Fanarea: Mireia. Canal OT. Programa homenaje
- 2002: Gala Bustamante y amigos. TVE1. Gala especial. Artista invitada
- 2002: Gira Operación Triunfo: Concierto Santiago Bernabeu. TVE1. Concierto íntegro. Ella misma
- 2002: Padrinos para el triunfo. TVE1. Artista invitada
- 2003: Gala Generación OT. TVE1. Artista invitada
- 2003: Gala Eurojunior Homenaje a Sergio. TVE1. Artista invitada
- 2004: Operación Eurovisión. TVE1. Artista invitada
- 2011: Operación Triunfo 8. Telecinco. Artista invitada
- 2011: Qué tiempo tan feliz. Telecinco. Artista invitada
- 2013: Buenos días Iberoamérica. Iberoamérica TV. Artista invitada.
- 2014: T con T. TVE1. Artista invitada.
- 2016: OT: El reencuentro. TVE1. Ella misma
- 2016: OT: El reencuentro En concierto. TVE1. Ella misma
- 2016: Qué tiempo tan feliz. Telecinco. Artista invitada
- 2016: Videoencuentros. RTVE. Ella misma
- 2016: Gala 60 Aniversario de TVE. TVE1. Artista invitada
- 2017: Cámbiame VIP. Telecinco. Ella misma
- 2017: Concurso de la canción. CyLTV. Artista invitada.
- 2017: Soy Rosa. TEN. Artista invitada
- 2017: Viva la vida. Telecinco. Artista invitada
- 2018 - 2020: Estando contigo. Castilla-La Mancha Media. Jurado
- 2019: La mejor canción jamás cantada. RTVE. Artista invitada
- 2021: La reina del pueblo. Flooxer como Luisa García

### Publicidad
- 2001 - El Corte Inglés. Campaña de Navidad. Junto a sus compañeros de OT.
- 2002 - Multiópticas. Junto a sus compañeros de OT.
- 2002 - Ministerio de Medio Ambiente. Campaña contra el fuego junto a sus compañeros de OT ("Todos contra el fuego").
- 2002 - Pringles. "Te quiero más", de Fórmula Abierta, fue la banda sonora del popular anuncio.
- 2004 - Zumosol. "Te quiero más", de Fórmula Abierta fue readaptada para el anuncio en el que además aparece Edurne.
- 2004 - 2007 - Ministerio de Medio Ambiente. "Qué calor" de Fórmula Abierta fue banda sonora de la campaña veraniega contra incendios.

### Espectáculos
- 2022 - Amo México. Espectáculo inspirado en su madre en un homenaje a toda la música Latinoamericana.

## Discografía

### Fórmula Abierta
- 2002: Aún hay más
- 2003: La verdad
- 2004: Fórmula 04
- 2016: Grandes éxitos de Fórmula Abierta

Singles:
- 2002: Te quiero más
- 2002: Mi cruz, mi fe
- 2002: Sí al amor
- 2003: Hello my friends
- 2004: Ya llegó el carnaval
- 2004: Qué calor
- 2004: Salsa para vivir

### En solitario
- 2012: Siento que te pierdo (BSO Soñar Años)
- 2017: Una vida nueva
- 2017: Sigo siendo yo
- 2019: Si te vas
- 2022: Así no te amará jamás
- 2023: Cobarde

### Colaboraciones
- 2011: Ya no dudo (con Rubén Tajuelo). En directo
- 2011: Llueven tus recuerdos (con Ivan Gardesa)
- 2016: Adoro (con Naím Thomas). Qué tiempo tan feliz
- 2016: Nada cambiará mi amor por ti (con Naím Thomas). Qué tiempo tan feliz
- 2017: Sueña (con Geno Machado). Gira Fórmula Abierta 2017
- 2018: Adoro (con Jorge González). En Concierto
- 2018: No me ames (con Paco Arrojo). En Concierto
- 2018: Recuérdame (con Jorge González y Paco Arrojo). En Concierto
- 2018: Todo lo que quiero eres tú (con Raúl y José Mora). Estando Contigo
- 2019: La Bicicleta (con Jorge González). La mejor canción jamás cantada
- 2019: Guerrera (con Mapy B)

### La Banda de Mireia
- 2013: La banda de Mireia (Digimusic)

Singles:
- 2014: El reino de la banda

### La Década prodigiosa
- 2015: 30 años contigo

### Giras
- 2002 - Gira Operación Triunfo - 27 conciertos
- 2002 - 2004 - Gira con Fórmula Abierta - 300 conciertos
- 2005 - 2009 - Gira con Sonora Group
- 2011 - Gira Acústica
- 2014 - presente Gira El Reino de la Banda con La Banda de Mireia
- 2017 - Gira Una Vida Nueva
- 2018 - Presente - En concierto (junto a Naím Thomas, Jorge González y Paco Arrojo)
- 2019 - Pop-Flamenco (junto a José Mora)

### Operación Triunfo
- 2001 - Operación triunfo: Discos de las galas (Vale Music)
- Gala 1: Déjame soñar (con Natalia y Gisela)
- Gala 2: Nadie como tú (con Natalia)
- Gala 3: Por amor
- Gala 8: Hijo de la luna (incluida en el CD OT: Las 50 mejores actuaciones de las Galas)
- 2001 - Mi música es tu voz (single) (Vale Music)
- 2001 - Operación triunfo: El álbum (Vale Music) - Un año más (con Natalia), Mi música es tu voz, Lucharé hasta el fin, Dile que la quiero con David Civera, En Navidad con Rosana, Oh happy day, Feliz Navidad, Do they know it's Christmas? y Déjame soñar (con Natalia y Gisela)
- 2002 - Operación triunfo canta Disney (Vale Music) - Bajo el mar (con Geno Machado) y Quiero ser como tú
- 2002 - Operación triunfo: el disco del deporte (Vale Music) - Go west (con Naím Thomas, Javián y Verónica Romero), Vivimos la selección y Puedes llegar
- 2002 - Operación triunfo: el álbum de Eurovisión (Vale Music) - Marionetas en la cuerda en el Popurrí de Eurovisión
- 2002 - Operación triunfo: en concierto (Vale Music) - Lady Marmalade, Te quiero más de Fórmula Abierta y Mi música es tu voz
- 2002 - Vivimos la selección (single) (Vale Music)
- 2002 - Todos contra el fuego (single) (Vale Music)
- 2003 - Generación OT: Juntos (Vale Music) - Una rosa es una rosa (con Mai Meneses y Verónica Romero)
- 2003 - Generación OT: En concierto (Vale Music)
- 2003 - Peter Pan: el musical (Vale Music) - La aventura de Nunca Jamás, No es el adiós, Los Niños Perdidos, A casa voy, a casa vuelvo (con Gisela) y Las Reinas del mar
- 2006 - Las 100 mejores canciones de la historia de OT (Universal y Sony Music) - Mi música es tu voz y Quiero ser como tú
- 2008 - SingStar OT (videojuego-PS2) (Universal)
- 2016 - OT El Reencuentro (CD + DVD) (Universal) - Mi música es tu voz, Quiero ser como tú, Vivimos la selección, Go west (con Naím Thomas, Javián y Verónica Romero), Lady Marmalade y Te quiero más de Fórmula Abierta